# استاندار
استاندار فردی است که اداره یک استان یا ایالت را بر عهده دارد و نام و وظایفش در کشورهای گوناگون متفاوت است. در ایران وظایف و اختیارات استاندار در چهار حوزه سیاسی، امنیتی، اداری و عمرانی تقسیم می‌شود.
 استاندار نماینده عالی‌مقام دولت و بالاترین مقام اجرایی در هر استان است. در ایران استاندار را وزیر کشور به هیئت دولت پیشنهاد می‌دهد و پس از رای هیئت وزیران، رئیس جمهور وی را به این مقام منصوب می‌کند. دفتر کاری استاندار و معاونین او در شهر مرکز استان در ساختمان استانداری می‌باشد.

## وجه تسمیه
واژه استندار یک عنوان اداری در زمان امپراتوری ساسانی بود.

## وظایف و اختیارات استاندار در ایران
شورای عالی اداری در هشتادمین جلسه مورخ ۱۳۷۷/۷/۲۸ بنا به پیشنهاد سازمان امور اداری و استخدامی کشور و وزارت کشور دراجرای مفاد تبصره ۳۱ قانون برنامه دوم توسعه اقتصادی، اجتماعی و فرهنگی جمهوری اسلامی ایران به منظور متناسب کردن اختیارات استانداران و فرمانداران با مسئولیت‌های محوله دراستان و تعیین نحوه ارتباط آن‌ها با مقامات مرکزی و نحوه نظارت برعملکرد مدیران محلی و چگونگی عزل و نصب آنان و همچنین تعیین وظایف استانداران و فرمانداران و نحوه عزل و نصب آن‌ها و چگونگی ارتباط آن‌ها با مسئولین دستگاه‌های اجرائی تصویب نمودند:
ماده۱: استانداران در قلمرو مأموریت خویش به عنوان نماینده عالی دولت، مسئولیت اجرای سیاست‌های عمومی کشور در ارتباط با وزارتخانه‌ها، مؤسسات و شرکت‌های دولتی و سایر دستگاه‌هایی که بنحوی از بودجه عمومی دولت استفاده می‌نمایند. نهادهای انقلاب اسلامی، نیروهای انتظامی، شوراهای اسلامی شهر و شهرداری‌ها و مؤسسات عمومی غیردولتی را عهده‌دار خواهند بود.
- نیروهای نظامی در چارچوب وظایفی که در ارتباط با امنیت مناطق دارند، تحت نظارت استانداران عمل خواهند کرد.
- استاندار به عنوان نماینده عالی دولت در برابر رئیس‌جمهور و هیئت وزیران مسئول بوده و به عنوان نماینده وزارت کشور مسئولیت اجرای وظایف و اختیارات آن وزارت در استان را عهده‌دار خواهد بود و در مقابل وزیر کشور پاسخگوست.

ماده ۲: وظایف و اختیارات استانداران در قلمرو مأموریت خویش بشرح زیر می‌باشد:
1. استاندار مسئول برقراری و حفظ نظم و امنیت استان است. وظایف امنیتی استانداران را شورای امنیت کشور تعیین می‌نماید.
2. هدایت و تشکیل مرتب جلسات شورای تأمین استان و نظارت برحسن اجرای مصوبات آن.

۱–۲: کلیه ارگان‌های عضو شورای تأمین و سایر دستگاه‌های اجرایی استان موظفند مصوبات شورای تأمین و دستورهای امنیتی استاندار را اجرا نمایند و رویدادهای امنیتی و سیاسی را به استاندار گزارش نمایند. با متخلفین برابر مقررات رفتار خواهد شد.
۲–۲: هدایت و نظارت برعملکرد شوراهای تأمین شهرستان‌ها و اقدامات امنیتی فرمانداران و سایر دستگاه‌های اجرایی محلی و هماهنگی در حفظ آمادگی ارگان‌های امنیتی.
1. پیش‌بینی و پیشگیری معضلات امنیتی استان، تعیین و تدوین اولویت‌ها و سیاست‌های امنیتی و تعیین حدود و وظایف و اختیارات امنیتی کلیه دستگاه‌های اجرایی استان در چهارچوب وظایف قانونی آنها.
2. فراهم آوردن موجبات اجرای طرح‌ها و سیاست‌های عام امنیتی و انتظامی، مصوبات مراجع قانونی، دستورالعمل‌ها و ابلاغیه‌های امنیتی.
3. تأیید تشکیل موقت یا دائم یا انحلال رده‌های انتظامی در سطح استان در چهارچوب قوانین و دستورالعمل‌های مربوطه.
4. نظارت بر حسن اجرای قوانین و مقررات راهنمایی و رانندگی، گذرنامه و وظیفه عمومی.
5. پیشگیری و مقابله با مشکلات مرزی و نظارت و مراقبت از مرزهای آبی و خاکی استان و برنامه‌ریزی به منظور جلوگیری از هرگونه تردد و نقل و انتقالات غیرمجاز در چهارچوب سیاست‌ها و خط مشی‌های مصوب.
6. بررسی و تعیین مناطق ممنوع و محدود برای اسکان و تردد و تعیین گذرهای مرزی مجاز.
7. بررسی و ارائه پیشنهاد ایجاد مرزهای رسمی (زمینی، هوایی، دریایی) استان به وزارت کشور.
8. بررسی زمینه‌های مشترک همکاری با استان‌های کشورهای همجوار و انعقاد یادداشت تفاهم همکاری محلی چهارچوب سیاست‌ها و خط مشی‌های کلی نظام.
9. برنامه‌ریزی، هدایت و ایجاد هماهنگی‌های لازم در خصوص مبارزه با مواد مخدر قاچاق سلاح مواد منفجره، کالا و ارز.
10. نظارت برحسن اجرای قوانین و مقررات مربوط به تردد، اقامت، تابعیت، استملاک و سایر امور مربوطه به اتباع و نمایندگی‌های خارجی، پناهندگان، مهاجرین و آوارگان.
11. فراهم آوردن تشکیل موجبات و تقویت شوراهای اسلامی به منظور جلب مشارکت همه‌جانبه مردم استان در امور مشارکت پذیر و سازماندهی مطلوب آن و اعمال نظارت بر شوراهای فوق در چهارچوب قوانین و مقررات مربوطه.
12. تشکیل و هدایت شوراهایی که مسئولیت آن‌ها بر عهده استاندار می‌باشد و در هیئت تصمیمات متخذه شوراهای مذکور طبق قوانین و مقررات مربوطه.
13. در غیاب شورای اسلامی شهر (بجز شهر تهران) استاندار جانشین شورای اسلامی شهر خواهد بود. در این حالت کلیه وظایف شوراهای اسلامی شهرهای تابعه استان به غیر از وظیفه مربوطه به تصویب برقراری یا لغو عوارض شهر و همچنین تغییر نوع و میزان آن بر عهده استاندار می‌باشد.
14. ایجاد زمینه‌های لازم برای تأسیس و توسعه مجامع و تشکل‌های گوناگون فرهنگی، اجتماعی، سیاسی و تخصصی و نظارت بر فعالیت‌های آن‌ها به منظور گسترش مشارکت‌های مردمی در همه زمینه‌ها و نهادینه شدن آزادی‌های سیاسی و اجتماعی.
15. نظارت بر همه‌پرسی و کلیه انتخاباتی که به موجب قانون برگزار می‌گردد.
16. انجام مطالعات و اقدامات اجرایی تقسیمات کشوری.
17. نظارت بر حسن جریان امور مربوط به ثبت احوال.
18. ایجاد زمینه مناسب جهت رشد و ارتقاء فرهنگی، سیاسی، اقتصادی و اجتماعی بانوان و ایجاد هماهنگی بین دستگاه‌های ذی‌ربط و نظارت بر فعالیت آنها.
19. فراهم آوردن زمینه‌های مناسب برای رشد و پیشرفت و گسترش آموزش و پرورش، ورزش همگانی، بهداشت عمومی، آموزش عالی و تحقیقات.
20. حفظ و حراست از ارزش‌های نظام مقدس جمهوری اسلامی و گسترش فرهنگ اصیل اسلامی.
21. هدایت و هماهنگی اقدامات مربوط به پیشگیری و جلوگیری از منکرات و مفاسد اجتماعی.
22. فراهم آوردن زمینه‌های عدالت اجتماعی و فقر زدایی.
23. اتخاذ تدابیر و اعمال هماهنگی لازم به منظور پیشگیری، کنترل و مهار بحران‌های ناشی از حوادث و بلایای طبیعی از قبیل سیل، زلزله و…
24. نظارت بر امور ایثارگران و خانواده‌های معظم شهداء.
25. هماهنگی و نظارت بر مسائل رفاهی کارکنان دولت و هماهنگ نمودن امور رفاهی آنان.
26. مطالعه و بررسی امور اداری و استخدامی در استان و ارائه پیشنهادهای لازم به سازمان امور اداری و استخدامی کشور و سایر مراجع ذی‌صلاح.
27. نظارت بر حسن اجراء قوانین و مقررات.
28. نظارت و بازرسی از کلیه ارگان‌های موضوع ماده یک این مصوبه به جز مواردی که به حکم قانون مستثنی شده باشد و همچنین مراقبت در رفتار و اعمال کلیه کارکنان ارگان‌های مذکور.
29. ارزشیابی عملکرد مدیران بر اساس مصوبات و دستورالعمل‌های مراجع ذی‌صلاح.
30. فراهم آوردن زمینه همکاری و ایجاد هماهنگی بین فعالیت‌های دستگاه‌های دولتی، سازمان‌های محلی، نهادهای انقلاب اسلامی، شوراهای محلی در چهارچوب قوانین و مقررات مربوطه.
31. نظارت و مراقبت در اجرای برنامه‌های عمرانی (ملی، استانی) و در صورت لزوم دادن تذکر به مسئولین اجرائی یا اعلام مراتب به سازمان و وزارتخانه مربوطه در جهت رفع نواقص احتمالی.
32. نظارت بر حفظ و حراست از منابع طبیعی و محیط زیست و استفاده بهینه از منابع و امکانات بالقوه و موجود استان.
33. شناسایی استعدادهای منطقه‌ای و تعیین نیازمندی‌های استان و تصمیم‌گیری، هماهنگی و هدایت برنامه‌ریزی و بودجه ریزی استان با تأکید بر اولویت‌های توسعه منطقه‌ای در چهارچوب سیاست‌ها و راهبردهای توسعه ملی.
34. پیشنهاد وضع عوارض جدید بر فعالیت‌های اقتصادی و خدماتی در محدوده استان و شناسایی منابع جدید درآمدی و پیشنهاد آن به مراجع ذی‌ربط در جهت اجرای برنامه‌های توسعه منطقه‌ای.
35. تلاش در جهت کسب منابع درآمدی مقرر در قوانین مربوطه در محدوده استان و همکاری با دستگاه‌های ملی ذی‌ربط در این خصوص.
36. هدایت و هماهنگی فعالیت بانک‌ها و تعیین اولویت‌ها در اعطای تسهیلات تکلیفی بانکی در چهارچوب سیاست‌ها و برنامه‌های توسعه اقتصادی، اجتماعی و فرهنگی کشور و تشویق سرمایه‌گذاران از طریق تشکیل مؤسسات اعتباری غیردولتی و جذب سرمایه‌های محلی و سوق دادن آن‌ها به سمت فعالیت‌های تولیدی و عمرانی.
37. نظارت، هماهنگی و هدایت امور مربوط به صادرات غیرنفتی، مبادلات مرزی، ایجاد مناطق آزاد تجاری و صنعتی و مناطق ویژه حراست شده و تأسیس و راه‌اندازی بازارچه‌های مرزی طبق قوانین و مقررات مربوط.
38. اجرای سایر وظایفی که در استان‌ها از طریق مراجع ذی‌صلاح بر عهده استاندار محول می‌گردد.

ماده ۳_ استانداران به پیشنهاد وزیر کشور و تصویب هیئت وزیران با حکم رئیس‌جمهور منصوب می‌گردند.
ماده ۴ـ عزل استانداران به پیشنهاد وزیر کشور، تأیید رئیس‌جمهور و حکم وزیر کشور انجام می‌شود. در صورت استعفاء، عزل، فوت یا سایر مواردی که مانع از انجام وظائف استانداران گردد. سرپرست استانداری موقتاً از سوی وزیر کشور تعیین می‌شود، وزیر کشور موظف است حداکثر ظرف مدت یکماه استاندار جدید را به هیئت وزیران پیشنهاد نماید.
ماده ۵ـ نصب و عزل فرمانداران با پیشنهاد استاندار و تأیید و حکم وزیر کشور خواهد بود.
ماده ۶ـ نصب و عزل بخشداران با پیشنهاد فرماندار و تأیید استاندار و حکم وزیر کشور خواهد بود. اختیارات وزیر کشور موضوع این ماده قابل تفویض به استانداران می‌باشد.
ماده ۷ـ در صورت استعفاء، عزل، فوت یا سایر مواردی که مانع انجام وظایف فرمانداران و بخشداران باشد سرپرست فرمانداری یا بخشداری از طریق استاندار تعیین می‌گردد. استاندار و فرماندار موظفند حداکثر ظرف مدت یکماه نسبت به معرفی فرماندار و بخشدار جدید اقدام لازم را معمول دارند.
ماده ۸ـ نصب مدیران کل یا بالاترین مقامات اداری، مدیران پروژه‌های ملی، بالاترین مقام نهادهای انقلاب اسلامی، فرماندهان نواحی و مناطق نیروهای انتظامی و مدیران صدا و سیمای جمهوری اسلامی ایران توسط وزراء یا بالاترین مقام دستگاه ذی‌ربط با هماهنگی استاندار صورت می‌گیرد.
۱: چنانچه بین استاندار و وزیر یا بالاترین مقام دستگاه ذی‌ربط در خصوص نصب مدیران استان اختلاف نظر وجود داشته باشد، به منظور حل اختلاف، هیأتی مرکب از وزیر کشور، یا بالاترین مقام دستگاه ذی‌ربط و یکی از معاونین رئیس‌جمهور با انتخاب رئیس‌جمهور ظرف مدت یکماه تشکیل و اتخاذ تصمیم خواهند نمود.
۲: عزل و تغییر مدیران استان توسط وزیر یا بالاترین مقام دستگاه ذی‌ربط و با اطلاع استاندار صورت می‌گیرد۰
ماده ۹_ کلیه مدیران کل و بالاترین مقامات اجرایی در استان و فرمانده ناحیه انتظامی موظفند عدم حضور خود را در محل خدمت به اطلاع استاندار برسانند و جانشین موقت خود را به وی معرفی نمایند.
ماده ۱۰_ رؤسا و مسئولین ادارات موضوع ماده ۸ در شهرستان با هماهنگی فرماندار منصوب می‌شوند.
۱: چنانچه بین فرماندار و مدیر کل یا بالاترین مقام دستگاه اجرایی استان در خصوص نصب روسا و مسئولین ادارات شهرستان اختلاف نظر وجود داشته باشد، به منظور حل اختلاف، هیأتی مرکب از استاندار به عنوان نماینده رئیس‌جمهور، مدیر کل یا رئیس سازمان ذی‌ربط و فرماندار شهرستان مربوطه تشکیل و اتخاذ تصمیم خواهند نمود.
۲: عزل و تغییر رؤسا و مسئولین ادارات شهرستان توسط مقام‌های مجاز دستگاه‌های ذی‌ربط باطلاع فرماندار صورت می‌گیرد.
ماده ۱۱_ کلیه رؤسای ادارات یا بالاترین مقام اجرایی در شهرستان و فرمانده منطقه انتظامی موظفند عدم حضور خود را در محل خدمت باطلاع فرماندار برسانند و جانشین موقت خود را به وی معرفی نمایند.
ماده ۱۲ـ در مواردی که استاندار حضور مدیری را در استان و فرماندار حضور رئیس اداره‌ای را در شهرستان در زمان معین ضروری بدانند مدیر یا رئیس مزبور موظف است از مرخصی یا مأموریت در آن زمان صرفنظر نموده و در محل خدمت خود حضور یابد.
ماده ۱۳ـ استانداران می‌توانند مستقیماً با مقامات عالیرتبه جمهوری اسلامی ارتباط برقرار نمایند و مسائل مورد نظر در قلمرو مأموریت خویش را مطرح سازند.
ماده ۱۴ـ فرمانداران می‌بایستی از طریق استانداران با مقامات موضوع ماده ۱۳ ارتباط برقرار نمایند.
ماده ۱۵ـ در اجرای اصل یکصد و بیست و هفتم قانون اساسی به منظور فراهم آوردن زمینه‌های رشد و پیشرفت منطقه‌ای و اداره مطلوب و بهینه استان در صورت موافقت رئیس‌جمهور و تصویب هیئت وزیران در شرایط خاص و حسب ضرورت استانداران به عنوان نماینده ویژه رئیس‌جمهور تعیین می‌گردند که در اینصورت تصمیمات آنان در حدود اختیارات مشخص در حکم تصمیمات رئیس‌جمهور و هیئت وزیران خواهد بود.
ماده ۱۶ـ استانداران می‌توانند در اجرای وظایف واحدهای اجرایی در استان که بنحوی با برنامه‌های توسعه و سیاست‌های عمومی، مسائل امنیتی و آرامش عمومی مرتبط است و همچنین ایجاد هماهنگی بین واحدهای مذکور و استفاده بهینه از امکانات آن‌ها با رعایت قوانین و مقررات مبادرت به تهیه و ابلاغ دستورالعمل‌های اجرایی نمایند. دستگاه‌های که از لحاظ تشکیلاتی به صورت منطقه‌ای فعالیت می‌نمایند و فعالیت‌های آن‌ها شامل چند استان می‌گردد لیکن مرکز آن‌ها در یک استان قرار دارد موظفند در مورد فعالیت‌های مربوط به هر استان با هماهنگی استاندار ذی‌ربط اقدام نمایند.
ماده ۱۷ـ کلیه واحدهای قضایی در استان موظفند در خصوص مسائلی که بنحوی با آرامش و امنیت عمومی استان مرتبط می‌باشد، هماهنگی‌های لازم را با استانداران معمول دارند آئین‌نامه اجرایی این ماده توسط سازمان امور اداری و استخدامی کشور با همکاری وزارت کشور و وزارت دادگستری تهیه و به تصویب شورای عالی اداری خواهد رسید.
ماده ۱۸ـ کلیه دستگاه‌های اجرایی موظفند ترتیبی اتخاذ نمایند که استانداران از مأموریت‌های سازمانی و اقدامات به عمل آمده و آخرین دستورالعمل‌ها و ضوابط و بخشنامه‌های صادره آگاهی داشته باشند. کلیه شوراهای، ستاد و مجامعی که برای هماهنگی انجام وظایف دستگاه‌های اجرایی در استان‌ها طبق قوانین و مقررات تشکیل می‌گردد زیر نظر استانداران فعالیت خواهند نمود.
ماده ۱۹ـ واحدهای اجرایی استان موظف به ارائه گزارش عملکرد دوره‌ای خویش به استانداران می‌باشند. استانداران می‌توانند در صورت لزوم حسب مورد خارج از دوره مزبور نیز از واحدهای استانی گزارش امور مربوط را دریافت نمایند.
ماده ۲۰ـ استانداران با هماهنگی وزارت کشور و موافقت وزارت خارجه می‌توانند با مراکز فرهنگی و اقتصادی کشورهای دیگر ارتباط برقرار نمایند. ۱: برقراری ارتباط رسمی و اداری با نمایندگان سیاسی و کنسولی در استان بر عهده استانداران می‌باشد. ۲: هرگونه ارتباط استانداران با مراکز سیاسی کشورهای دیگر حسب مأموریت محوله از طرف مراجع ذی‌صلاح کشور صورت خواهد گرفت.
ماده ۲۱ـ در اجرای سیاست عدم تمرکز و به منظور تسریع در انتقال وظایف اجرائی مؤسسات و شرکت‌های دولتی به واحدهای استانی، استانداران موظفند ضمن هماهنگی و همکاری با سازمان امور اداری و استخدامی موجبات تحقق هر چه سریعتر امر فوق را فراهم نمایند.
ماده ۲۲ـ به منظور فراهم ساختن زمینه مناسب جهت هماهنگی بین فعالیت‌های مختلف و افزایش قابلیت‌ها و کارایی دستگاه‌های اجرائی و تحقق سیاست‌های عمومی و برنامه‌های توسعه در استان و شهرستان شورای اداری استان به ریاست استاندار و شورای اداری شهرستان به ریاست فرماندار تشکیل می‌گردد. ترکیب، وظایف، اختیارات و نحوه کار شوراهای مزبور بر اساس آئین‌نامه‌ای خواهد بود که توسط سازمان امور اداری و استخدامی کشور با همکاری وزارت کشور تهیه و به تصویب شورای عالی اداری خواهد رسید.
ماده ۲۳ـ انجام مراسم تشریفات (استقبال، پذیرائی و مشایعت) از مقامات عالیرتبه داخلی و خارجی که رسماً به استان سفر می‌نمایند بعهده استاندار می‌باشد. آئین‌نامه اجرائی موضوع این ماده و همچنین نحوه انجام مراسم تشریفات مربوطه به موجب آئین‌نامه‌ای خواهد بودکه به پیشنهاد وزارت کشور و وزارت امور خارجه به تصویب هیئت وزیران خواهد رسید.
ماده ۲۴ـ کلیه وظایف و اختیاراتی که بر عهده استانداران محول گردیده‌است فرمانداران نیز همان وظایف و اختیارات را (به استثنای اختیار مطرح در بند ۱۵ ماده ۲ این مصوبه) در شهرستان محل مأموریت خود را دارا هستند.
| واحد تقسیمات کشوری | مسئول               | نهاد                  | نوع            | مرکز         |
| ------------------ | ------------------- | --------------------- | -------------- | ------------ |
| کشور               | وزیر کشور           | وزارت کشور            | دولتی          | پایتخت       |
| استان              | استاندار            | استانداری             | دولتی          | مرکز استان   |
| شهرستان            | فرماندار            | فرمانداری (ویژه)      | دولتی          | مرکز شهرستان |
| بخش                | بخشدار              | بخشداری               | دولتی          | مرکز بخش     |
| دهستان             | بخشدار (قبلاً دهدار) | بخشداری (قبلاً دهداری) | دولتی          | مرکز دهستان  |
| شهر                | شهردار              | شهرداری               | عمومی غیردولتی | –            |
| روستا              | دهیار               | دهیاری                | عمومی غیردولتی | –            |